# Lia-Mara Bösch
Lia-Mara Bösch (3 settembre 1994) è una snowboarder svizzera.

## Palmarès

### Coppa del Mondo
- Miglior piazzamento nella Coppa del Mondo generale di freestyle: 19ª nel 2015
- Miglior piazzamento nella Coppa del Mondo di slopestyle: 4ª nel 2015
- Miglior piazzamento nella Coppa del Mondo di big air: 30ª nel 2022
- 1 podio:
  - 1 secondo posto